# Tétraèdre orthocentrique
En géométrie, un tétraèdre orthocentrique, est un tétraèdre dont les quatre hauteurs sont concourantes. Leur point de concours est alors désigné comme l'orthocentre du tétraèdre. 
Il a été étudié par Simon Lhuilier en 1782, puis par Gaston de Longchamps en 1890, qui lui a donné son nom.
Le tétraèdre régulier et le tétraèdre trirectangle en sont des cas particuliers, mais pas le tétraèdre quadrirectangle.

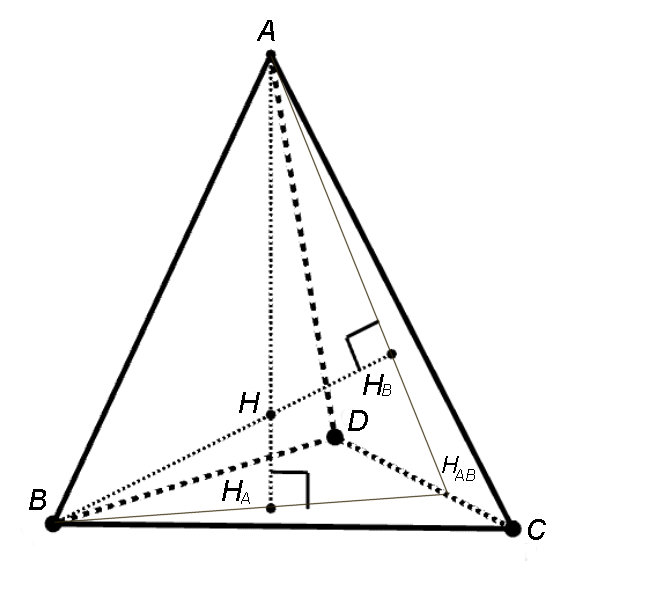

## Caractérisations

### Orthogonalité des arêtes opposées
Un tétraèdre est orthocentrique si et seulement si les arêtes opposées sont orthogonales deux à deux.
De plus la relation dite d'Euler {\textstyle {\overrightarrow {AB}}\cdot {\overrightarrow {CD}}+{\overrightarrow {AC}}\cdot {\overrightarrow {DB}}+{\overrightarrow {AD}}\cdot {\overrightarrow {BC}}=0} montre qu'il suffit que deux couples d'arêtes opposées soient formés d'arêtes orthogonales pour que les trois le soient.

### Pieds des hauteurs
Un tétraèdre est orthocentrique si et seulement si les pieds des quatre hauteurs sont les orthocentres des faces, et il suffit qu'un pied de hauteur le soit pour que le tétraèdre soit orthocentrique.
On obtient donc un tétraèdre orthocentrique quelconque en partant d'un triangle et en prenant le quatrième sommet sur la perpendiculaire au plan de ce triangle passant par l'orthocentre.

### Parallélépipède circonscrit

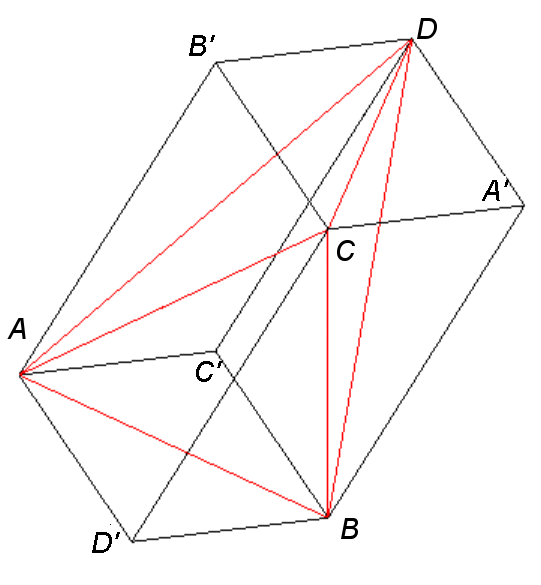
Un tétraèdre ABCD et son parallélépipède circonscrit. a pour coordonnées barycentriques dans, et ainsi de suite.

On peut inscrire un tétraèdre dans le parallélépipède dont les trois paires de faces parallèles sont incluses dans les paires de plans parallèles contenant deux arêtes opposées.
Un tétraèdre est orthocentrique si et seulement si ce parallélépipède circonscrit a ses arêtes de même longueur, autrement dit est un rhomboèdre.
En effet, dans le tétraèdre, deux arêtes opposées sont orthogonales si et seulement si les faces correspondantes du parallélépipède circonscrit sont des losanges (car un parallélogramme est un losange si et seulement si ses diagonales sont orthogonales). Si quatre faces d'un parallélépipède sont des losanges, alors toutes les arêtes ont des longueurs égales et les six faces sont des losanges ; il s'ensuit que si deux paires d'arêtes opposées dans un tétraèdre sont formées d'arêtes orthogonales, alors la troisième paire a la même propriété et le tétraèdre est orthocentrique.

### Relation métrique
Un tétraèdre ABCD est orthocentrique si et seulement si la somme des carrés des longueurs de deux arêtes opposées est la même pour les trois paires d'arêtes opposées,, :
{\displaystyle \displaystyle AB^{2}+CD^{2}=AC^{2}+BD^{2}=AD^{2}+BC^{2}.}

En fait, il suffit que seulement deux paires d'arêtes opposées satisfassent cette condition pour que le tétraèdre soit orthocentrique.

### Bimédianes
Un tétraèdre est orthocentrique si et seulement si ses trois bimédianes (joignant les milieux de deux arêtes opposées) ont la même longueur ,.
En effet, les bimédianes sont les segments joignant les centres de deux faces opposées du parallélépipède circonscrit, lesquels ont même longueur que les arêtes qui leur sont parallèles ; elles sont donc de même longueur si et seulement si les arêtes du parallélépipède ont même longueur.

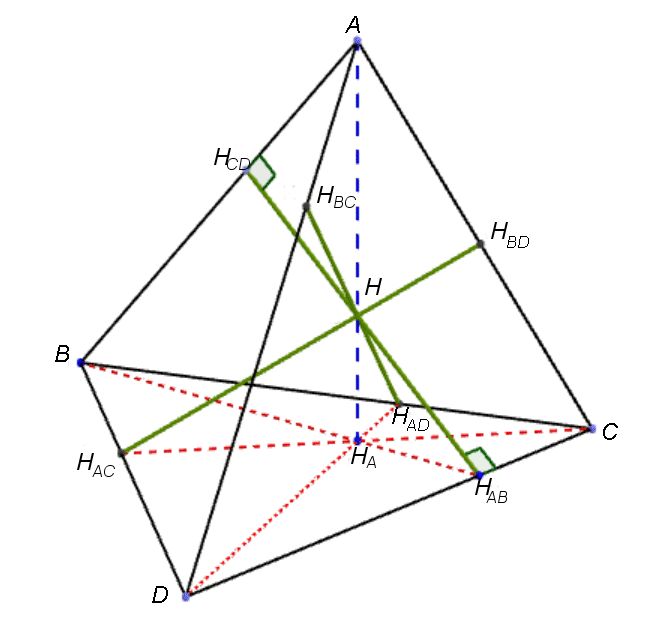
Les extrémités des bihauteurs sont les pieds des hauteurs des faces.

### Bihauteurs
Dans un tétraèdre orthocentrique, les bihauteurs (perpendiculaires communes à deux arêtes opposées) concourent à l'orthocentre.
Réciproquement, un tétraèdre dont les bihauteurs sont concourantes est orthocentrique, équifacial, ou formé d'un losange gauche et de ses diagonales  ,,.

## Point de Monge et droite d'Euler

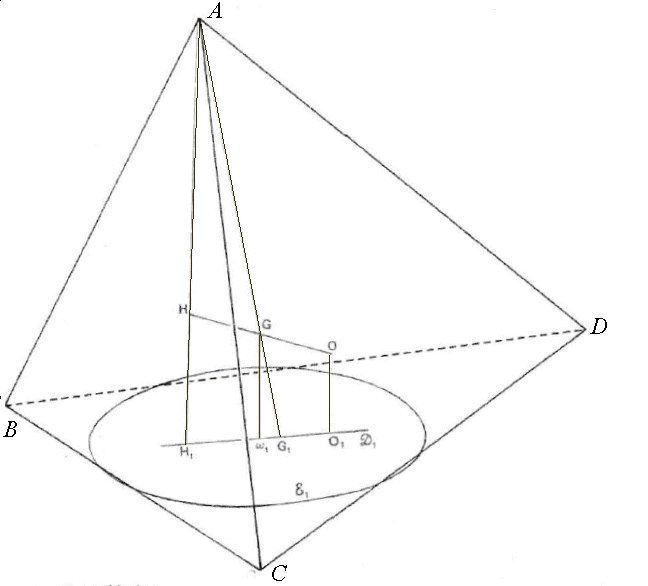
Intersection de la première sphère avec une face.

On a le théorème suivant, dû à Monge : 

Dans un tétraèdre quelconque, les six plans passant par le milieu d'une arête et orthogonaux à l'arête opposée passent par un même point M qui est le symétrique du centre O de la sphère circonscrite par rapport au centre de gravité G.
Si le tétraèdre n'est pas équifacial, auquel cas O = G, ces trois points sont donc alignés sur une droite, dite d'Euler par analogie avec le cas du triangle. Et lorsque le tétraèdre est orthocentrique, le point de Monge coïncide avec l'orthocentre ,.

## Sphères d'Euler

### Première sphère d'Euler
Les quatre milieux des arêtes, et les huit pieds des perpendiculaires communes aux arêtes opposées sont douze points d'une même sphère de centre G. Les intersections de la sphère avec les faces sont leurs cercles d'Euler,.

### Deuxième sphère d'Euler
Les quatre points situés au tiers des segments joignant H aux sommets, les quatre pieds des hauteurs, et les quatre centres de gravité des faces sont douze points d'une même sphère centrée sur la droite d'Euler en O' vérifiant {\displaystyle {\overrightarrow {HO'}}={\frac {1}{3}}{\overrightarrow {HO}}}. Elle est l'image de la sphère circonscrite par l'homothétie de centre G et de rapport -1/3 ,.

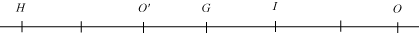
Droite d'Euler avec les points remarquables. Le point ajouté est le point de concours des perpendiculaires aux plan des faces en leur centre de gravité.

## Volume du tétraèdre orthocentrique
Une première formule est
{\displaystyle V={\frac {1}{6}}ab\delta }
où a, b sont les longueurs de deux arêtes opposées, et {\displaystyle \delta } leur distance.
La caractérisation concernant les arêtes implique que si seulement quatre des six arêtes d'un tétraèdre orthocentrique sont de longueur connue, les longueurs des deux autres peuvent être calculées si elles ne sont pas opposées l'une à l'autre. Par conséquent, le volume d'un tétraèdre orthocentrique peut être exprimé en termes de quatre longueurs d'arêtes a, b, c, a' . La formule est
{\displaystyle V={\frac {1}{6}}{\sqrt {4(a^{2}+a'^{2})p(p-a)(p-b)(p-c)-a^{2}b^{2}c^{2}}}}
où  a, b, c sont les longueurs des arêtes d'une même face, {\displaystyle p={\tfrac {1}{2}}(a+b+c)} le demi-périmètre de cette face, et a' la longueur de l'arête opposée à celle de longueur a.